# Carlos Fitz-James Stuart y Martínez de Irujo
Carlos Fitz-James Stuart y Martínez de Irujo (oorspronkelijk: Carlos Martínez de Irujo y Fitz-James Stuart) (Madrid, 2 oktober 1948) is een Spaans aristocraat. Hij is Grande van Spanje en, sinds 1 juni 2015 de opvolger van zijn moeder als 19e hertog van Alva.

## Leven
Fitz-James Stuart werd geboren als oudste zoon van Luis Martínez de Irujo y Artázcoz en Cayetana Fitz-James Stuart en nam de naam van zijn moeder aan. Als oudste zoon van de hertogin van Alva was hij vanaf zijn geboorte erfhertog van het huis Alva. Hij studeerde Rechten aan de Complutense Universiteit van Madrid. Tegenwoordig is hij adviseur voor diverse culturele instanties. Als hertog van Alva is hij voorzitter van de Huis-Alvastichting en als gevolg daarvan verantwoordelijk voor een belangrijk deel van de bezittingen van het huis Alva.
Op 13 juni 1988 trouwde hij in de Kathedraal van Sevilla met Matilde de Solís y Martínez de Campos, dochter van Fernando de Solís y Atienza, 10e markies van la Motilla en Isabel Martínez de Campos Rodríguez. Het echtpaar kreeg twee kinderen:
- Fernando Fitz-James Stuart de Solís, sinds 5 november 2015 de 15e Hertog van Huéscar (14 september 1990)
- Carlos Fitz-James Stuart de Solís (29 november 1991)

Het paar scheidde in 2004. Fitz-James Stuart heeft al geruime tijd een vriendschappelijke relatie met Alicia Koplowitz y Romero de Juseu, 7e markiezin van Bellavista. Koplowitz is een zakenvrouw die door het Amerikaanse zakentijdschrift Forbes wordt gezien als een van de rijkste vrouwen van Spanje.

## Titels, aanspreektitels, onderscheidingen en eretitels

### Titels
Hertogdommen
- 19e hertog van Alva, grande van Spanje
- 14e hertog van Huéscar, grande van Spanje
- 12e hertog van Berwick, grande van Spanje (jakobitische adel)
- 12e hertog van Liria en Jérica, grande van Spanje

Graafschap-hertogdom
- 13e graaf-hertog van Olivares, grande van Spanje

Markgraafschappen
- 18e markgraaf van el Carpio, grande van Spanje
- 17e markgraaf van la Algaba
- 19e markgraaf van Barcarrota
- 11e markgraaf van Castañeda
- 24e markgraaf van Coria
- 15e markgraaf van Eliche
- 17e markgraaf van Mirallo
- 21e markgraaf van la Mota
- 21e markgraaf van Moya
- 13e markgraaf van Osera
- 15e markgraaf van San Leonardo
- 20e markgraaf van Sarria
- 13e markgraaf van Tarazona
- 16e markgraaf van Valdunquillo
- 19e markgraaf van Villanueva del Fresno
- 18e markgraaf van Villanueva del Río

Graafschappen
- 23e graaf van Lemos, grande van Spanje
- 21e graaf van Lerín, grande van Spanje, constabel van Navarra
- 21e graaf van Miranda del Castañar, grande van Spanje
- 17e graaf van Monterrey, grande van Spanje
- 21e graaf van Osorno, grande van Spanje
- 20e graaf van Andrade
- 15e graaf van Ayala
- 17e graaf van Casarrubios del Monte
- 17e graaf van Fuentes de Valdepero
- 12e graaf van Fuentidueña
- 18e graaf van Galve
- 19e graaf van Gelves
- 22e graaf van Modica (koninkrijk Sicilië)
- 26e graaf van San Esteban de Gormaz
- 13e graaf van Santa Cruz de la Sierra
- 21e graaf van Villalba

Burggraafschappen
- 13e burggraaf van la Calzada

Landgoederen
- 30e heer van Moguer

### Aanspreektitels
- De Meest Excellente Don Carlos Martínez de Irujo y Fitz-James Stuart (1948–1951)
- De Meest Excellente De Hertog van Huéscar (sinds 1951)
- De Meest Excellente De Hertog van Alva (sinds 2015)